# 浅野和生 (政治学者)
浅野 和生（あさの かずお）は、日本の政治学者（英国政治史、日台関係論）。平成国際大学教授。日本李登輝の会副会長。

## 経歴
1982年、慶應義塾大学経済学部卒業。1988年、慶應義塾大学大学院法学研究科博士課程修了。法学博士。1991年7月　慶應義塾大学　法学博士 「大正デモクラシ-と陸軍」  。
2005年10月に、東京財団主催の研究発表会で、日本版「台湾関係法」の私案として「日台関係基本法」を発表している。

## 著作
- 『大正デモクラシーと陸軍』慶應義塾大学出版会、1994年3月
- 『君は台湾のたくましさを知っているか』廣済堂出版、2000年9月

### 共著
- 『日米同盟と台湾』早稲田出版、2003年11月
- 『アジア太平洋における台湾の位置』早稲田出版、2004年12月
- 『続・運命共同体としての日本と台湾；アジアを覆う中国の影』早稲田出版、2005年12月
- 『東アジア新冷戦と台湾』早稲田出版、2006年12月
- 『激変するアジア政治地図と日台の絆』早稲田出版、2007年12月
- 『馬英九政権の台湾と東アジア』早稲田出版、2008年12月
- 『中華民国の台湾化と中国』展転社、2014年12月

## 外部サイト
- 日本李登輝の会